# In the Tall Grass
In the Tall Grass (bra: Campo do Medo) é um filme de terror canadense de 2019 escrito e dirigido por Vincenzo Natali. É baseado no livro de mesmo nome de Stephen King e Joe Hill. O filme é estrelado por Harrison Gilbertson, Laysla De Oliveira, Avery Whitted, Will Buie Jr., Rachel Wilson e Patrick Wilson.
O filme teve sua estreia mundial no Fantastic Fest em 20 de setembro de 2019 e, posteriormente, foi lançado em 4 de outubro de 2019, pela Netflix. Recebeu críticas mistas por parte da imprensa e do público, com muitos elogiando as performances, atmosfera e fidelidade ao livro, mas criticando seu tom e diálogo inconsistentes.

## Elenco
- Harrison Gilbertson como Travis McKean
- Laysla De Oliveira como Becky DeMuth
- Avery Whitted como Cal DeMuth
- Will Buie Jr. como Tobin Humboldt
- Rachel Wilson como Natalie Humboldt
- Patrick Wilson como Ross Humboldt

## Recepção
No Rotten Tomatoes, o filme tem um índice de aprovação de 36%, com base em 72 críticas, com uma classificação média de 5,15/10. O consenso dos críticos do site diz: "Uma premissa potencialmente intrigante é rapidamente perdida nas ervas daninhas durante In the Tall Grass, que luta para esticar seu fino material de origem para o comprimento do filme". No Metacritic, o filme tem uma pontuação agregada de 46 de 100, com base em 13 avaliações, indicando "críticas mistas ou médias".